# Aluminiumklorid
Aluminiumklorid, AlCl3, är en kemisk förening av aluminium och klor. Den betraktades tidigare som ett salt, men det görs oftast inte idag eftersom atomerna hålls ihop av kovalenta bindningar. I fast tillstånd bildar bindningarna ett nätverk, utan avgränsade molekyler.
Aluminiumklorid används som katalysator för Friedel-Craftsreaktioner och andra reaktioner inom organisk kemi. Det är också en vanlig ingrediens i deodorant. Liksom andra metallsalter reagerar aluminiumklorid med proteiner i svettutförsgången i hudens yttersta lager och "korkar igen" denna. Effekten blir att svett inte kan passera ut på huden.
Aluminiumklorid är starkt hygroskopisk och utvecklar värme vid hydratisering. Om anhydrat aluminiumklorid släpps ner i vatten kan värmeutvecklingen bli så stark att följden blir en ångexplosion.
När aluminiumklorid sönderfaller i fuktig luft avgår väteklorid-ångor. 

## Referenser

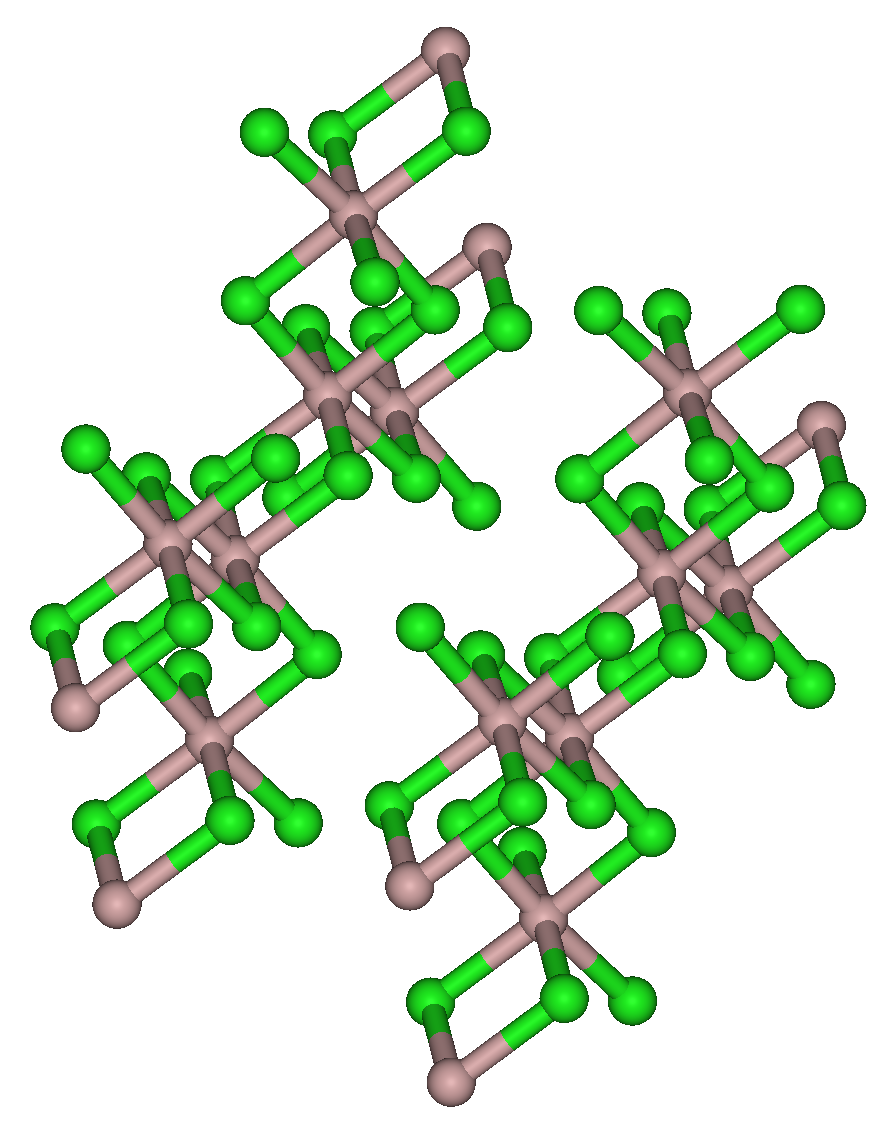
Kristall – Fast form
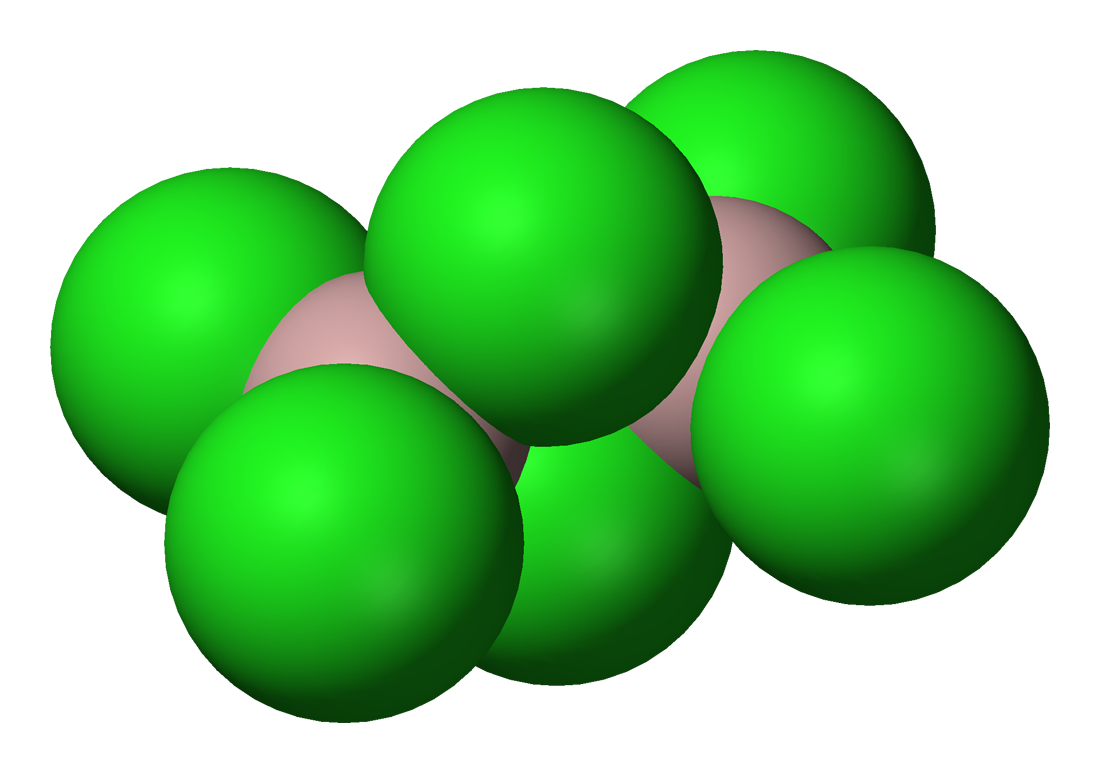
Dimer – Flytande och gasform
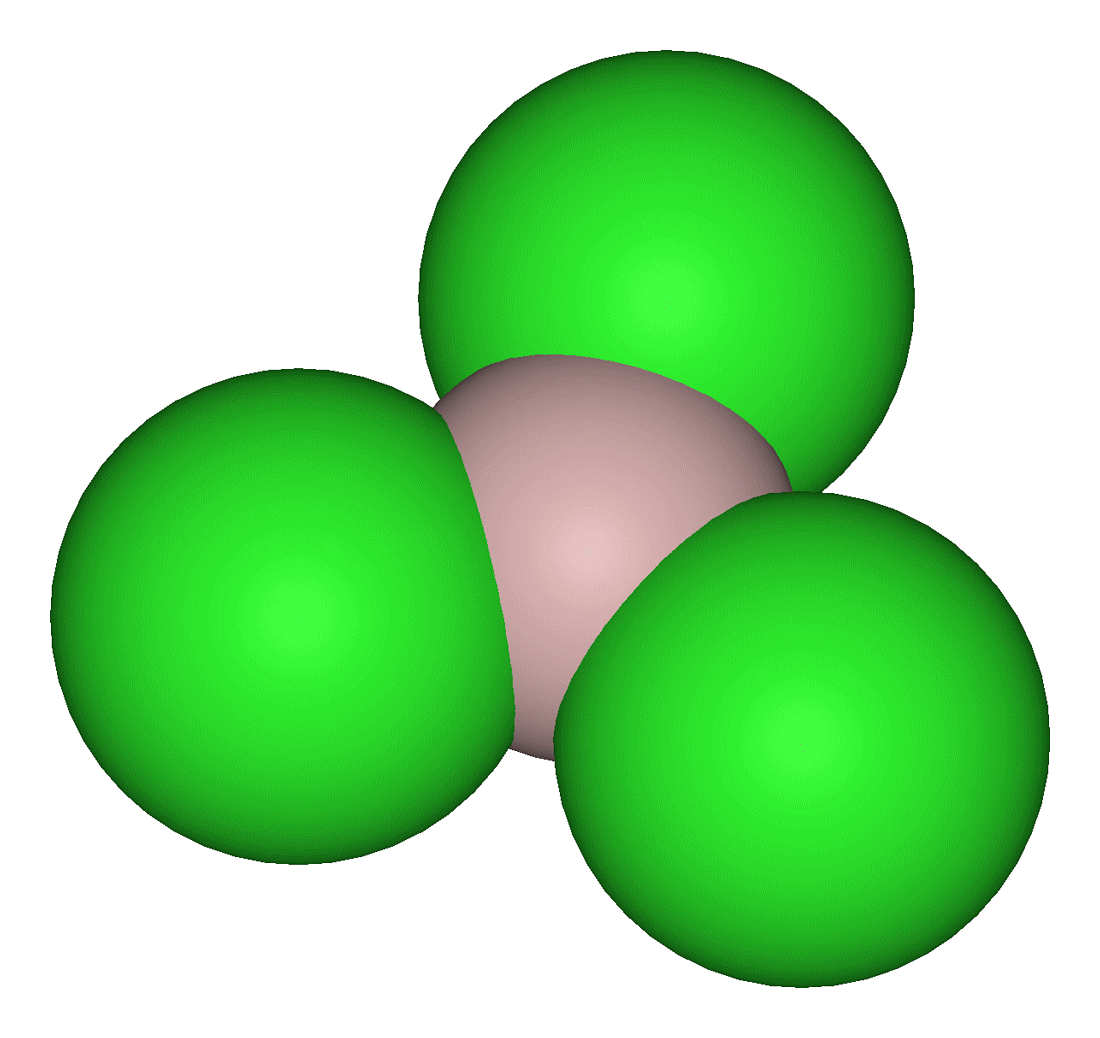
Monomer – Gasform vid hög temperatur

## Trivialnamn[2]
- Aluminium chloratum
- Saltsyrad lerjord